# Akbayan
L'Akbayan Citizens' Action Party (in italiano "Partito azione dei cittadini"), noto semplicemente come Akbayan, è un partito politico filippino di sinistra, di ispirazione socialdemocratica e perciò membro dell'Alleanza Progressista.

## Storia
Nelle elezioni parlamentari del 2019 il partito ottiene un totale di 171 713 voti, non sufficiente a superare la soglia di sbarramento del 2% prevista per i seggi proporzionali.

## Risultati elettorali
| Anno | Voti    | Seggi   | +/- | Status      | Note  |
| ---- | ------- | ------- | --- | ----------- | ----- |
| 2016 | 608 449 | 1 / 297 |     | Opposizione |       |
| 2019 | 171 713 | 0 / 305 | 1   | Opposizione | [ 1 ] |

## Rappresentanti in Parlamento
Alle elezioni parlamentari del 2019 Bayan Muna ha eletto 8 deputati al Parlamento filippino. 

### Camera dei deputati
Mario J. Aguja, Kaka Bag-ao, Walden Bello, Barry Gutierrez, Risa Hontiveros, Angelina Ludovice-Katoh, Etta Rosales, Tomasito Villarin.